# NGC 4899
NGC 4899 é uma galáxia espiral barrada (SBc) localizada na direcção da constelação de Virgo. Possui uma declinação de -13° 56' 43" e uma ascensão recta de 13 horas, 00 minutos e 56,5 segundos.
A galáxia NGC 4899 foi descoberta em 8 de Fevereiro de 1785 por William Herschel.